# 大连国际会议中心
大连国际会议中心位於中國遼寧省大連市中山区，大连东港商务区、CBD核心区內，於2013年開幕；由奧地利的建築事務所藍天組（Coop Himmelb(l)au）設計。大连国际会议中心占地4.3公顷，总建筑面积14.68万平方米，高59米，由大连市政府投资兴建，保利商业酒店管理有限公司运营管理，是一座集会议、展览、餐饮功能于一体的综合会议场馆。是夏季达沃斯论坛中国区主会场。

## 外部連結
- 大连国际会议中心